# Plusia alepica
Plusia alepica är en fjärilsart som beskrevs av Barend J. Lempke 1966. Plusia alepica ingår i släktet Plusia och familjen nattflyn. Inga underarter finns listade i Catalogue of Life.